# 미드레인지 스피커
미드레인지 스피커(mid-range speaker)는 스코커, 스쿼커라고도 불리며 300~5000 헤르츠 사이의 중대역을 담당하는 스피커이다.

## 정의
일반적으로 스피커들이 낼수 있는 음역대는 정해져 있다 청력에 문제가 없는 건강한 사람이 들을 수 있는 가청 주파수는 20Hz ~ 20KHz 대다 스피커는 용도별로 서브우퍼, 우퍼, 미드 우퍼, 스코커, 트위터, 슈퍼 트위터로 분류 된다 분류가 있는 만큼 일반적으로 스피커 별로 재생 음역대가 정해져 있다 서브 우퍼는 20Hz ~ 99Hz, 우퍼는 100Hz ~ 299Hz, 미드우퍼는 300 ~ 499Hz, 스코커는 500Hz ~ 2.9KHz, 트위터는 3KHz ~ 6.9KHz,슈퍼 트위터는 7KHz ~ 20KHz 정도의 음역대가 정해져 있다 여기서 다룰 스코커는 500Hz ~ 2.9KHz 의 중음 역대를 담당하며 주로 고급형에 많이 등장한다

## 용도
500Hz ~ 2.9KHz 의 중음 역대를 담당하며 우퍼와 트위터 사이의 음을 담당한다 실상 우퍼와 트위터만으로도 구현 가능하나 보다 정밀한 음을 원하는 오디오 매니아층 사람들은 스코커가 붙어 있는 모델을 선호한다 사람의 목소리 대역을 맡으며 스코커의 품질이 재생음의 품질을 결정한다고 주장하는 사람들도 있다

## 같이 보기
- 트위터
- 우퍼
- 스피커
- 풀 레인지 스피커
- 트위터 스피커
- 서브우퍼